# Vozera Eziarysjtja
Vozera Eziarysjtja (ryska: Озеро Езерище, vitryska: Возера Езярышча) är en sjö i Belarus, på gränsen till Ryssland. Den ligger i den norra delen av landet, 270 km nordost om huvudstaden Minsk. Vozera Eziarysjtja ligger 161 meter över havet. Arean är 15,3 kvadratkilometer. Den sträcker sig 5,8 kilometer i nord-sydlig riktning, och 7,6 kilometer i öst-västlig riktning.
Omgivningarna runt Vozera Eziarysjtja är en mosaik av jordbruksmark och naturlig växtlighet. Runt Vozera Eziarysjtja är det glesbefolkat, med 10 invånare per kvadratkilometer.